# Apicia subsinuosa
Apicia subsinuosa là một loài bướm đêm trong họ Geometridae.